# 卡什佩里夫卡 (科羅斯特舍夫區)
50°26′1″N 28°57′27″E / 50.43361°N 28.95750°E
卡什佩里夫卡（烏克蘭語：Кашперівка）是烏克蘭北部的村莊，隸屬日托米爾州的日托米爾區。該村始建於1921年，面積0.63平方公里，海拔高度196米，2001年人口148，人口密度每平方公里234.92人。